# Christer Hedin
Christer Hedin, född 18 maj 1939 i Göteborg, död 22 januari 2022 i Lidingö distrikt, var en svensk religionshistoriker och islamolog. Han var även lärare och radiojournalist, bland annat som chef för vetenskapsredaktionen på Sveriges Radio. Christer Hedin disputerade i religionshistoria och var docent i tros- och livsåskådningsvetenskap. Hans avhandling publicerades 1988 med titeln Alla är födda muslimer: islam som den naturliga religionen enligt fundamentalistisk apologetik. 
Christer Hedins forskning omfattade såväl judendom, kristendom och islam som Mellanösterns andra äldre religioner. Han har även skrivit om religionens situation i det mångkulturella samhället.
2011 förärades Christer Hedin vänboken Perspektiv på islam för sina insatser för svensk islamforskning. Boken är redigerad av religionsvetarna Susanne Olsson och Simon Sorgenfrei och innehåller bidrag från ett trettiotal svenska islamforskare. Hedin var ledamot av Nathan Söderblom-Sällskapet.

## Verk i urval
- Kristendomens historia i Sverige, 2017
- Religionsundervisning: didaktik och praktik, 2014
- Läran om den helige Ande hos Gregorius av Nyssa, 2014
- Ingenting är anstötligare än sanningen. Religion och politik hos Torgny Segerstedt, 2013
- Österns religioner: filosofi och livsvisdom i Indien och Östasien, 2013
- Kristendom: lära, fromhetsliv och historia , 2011 (ny upplaga 2017)
- Islam enligt Koranen, 2010
- Islams historia: tro och traditioner genom tiderna, 2010
- Mellanöstern under antiken: kulturernas mötesplats, 2008
- Den äldsta kyrkan: förkunnelse, förföljelse och framgång under fem sekel, 2007
- Ali Shariatis befrielseteologi: västerländska inslag i shiitisk revolutionär islam, 2006
- Islam och västerlandet: möten, myter och motsättningar, 2006
- Tor Andrae och orientalismen, 2005
- Islam i samhället: muslimsk politik i retorik och praktik, 2005
- Mänsklig mognad: etik och pedagogik enligt Michel de Montaigne, 2004
- Abrahams barn: vad skiljer och förenar judendom, kristendom och islam?, 2004
- Islam i vardagen och världen, 2002
- Bibeln och Koranen, 2002
- Islam i samhället, 2001
- De gamle och gudarna: synen på äldre och åldrande i världens religioner, 1999
- Vetandets villkor: vetenskapsteori och verklighetsuppfattningar i historisk belysning, 1996
- Islam enligt Koranen, 1996
- Islam i vardagen och världen, 1994
- Etikens grunder, 1993
- Alla är födda muslimer: islam som den naturliga religionen enligt fundamentalistisk apologetik, 1988

## Utmärkelser
- 2011 - Olsson Susanne, Sorgenfrei Simon, red (2011). Perspektiv på islam: en vänbok till Christer Hedin (1. uppl.). Stockholm: Dialogos. Libris 12300191. ISBN 978-91-7504-243-5